# Houaria Kadra-Hadjadji
Houaria Kadra-Hadjadji (en arabe : هوارية قادرة حجاجي en tifinagh: ⵁⵓⴰⵔⵉⴰ ⵇⴰⴷⵔⴰ-ⵃⵊⴰⵊⵉ), née le 20 novembre 1950 à Sougueur et morte le 27 novembre 2019 , dans la wilaya de Tiaret en Algérie,  est une écrivaine et universitaire algérienne. 

## Biographie

### Origine et enfance
Originaire de Sougueur dans la wilaya de Tiaret. Elle a fréquenté l’école primaire, puis le lycée de Tiaret.

### Parcours professionnel
Houaria est partie en France, contre la volonté de son père, pour faire des études supérieures. Diplômée, elle et son mari sont rentrés en Algérie, en 1964, pour enseigner à l'Université d'Alger. Professeur de français entre 1977 et 1993 à l'institut de Traduction d'Alger, directrice du Département de langue et littérature françaises à l'université d'Alger, chargée de cours en 1986 et professeur d'arabe technique et économique,.  
Elle est aussi la directrice de la collection Les classiques maghrébins publiés à l'Office des publications universitaires d'Alger.
Lors de la guerre civile algérienne, elle s'exile en France avec sa famille, là où elle a écrit et publié quelques-uns de ces ouvrages.

## Publications

### Essais
- Houaria Kadra-Hadjadji, Massinissa le grand Africain, Alger, Casbah, 2014, 2e éd., 192 p. (ISBN 978-9947-62-050-2, présentation en ligne).
- Houaria Kadra-Hadjadji, Massinissa le grand Africain, Paris, Karthala, mai 2013, 1re éd., 192 p. (ISBN 978-2-8111-0915-8, présentation en ligne).
- Houaria Kadra-Hadjadji, Jugurtha, Un Berbère contre Rome, Paris, Arléa, mai 2005, 220 p. (ISBN 2-86959-705-3, présentation en ligne).
- Houaria Kadra-Hadjadji et Hamdan Hadjadji, Méthode d'arabe moderne, Alger, Office des Publications Universitaires (1re éd. 1979), 344 p..
- Houaria Kadra-Hadjadji, Contestation et révolte dans l'œuvre de Driss Chraïbi, Paris, Publisud, coll. « Espaces méditerranéens », 1986, 358 p. (ISBN 2-86959-705-3, présentation en ligne).

### Roman
- Houaria Kadra-Hadjadji, Oumelkheir, Alger, Office des Publications Universitaires, 1989, 414 p. (présentation en ligne).